# Піллі-Айленд
Піллі-Айленд (англ. Pilley's Island) — містечко в Канаді, у провінції Ньюфаундленд і Лабрадор.

## Населення
За даними перепису 2016 року, містечко нараховувало 294 особи, показавши скорочення на 2,3%, порівняно з 2011-м роком. Середня густина населення становила 8,5 осіб/км².
З офіційних мов обидвома одночасно не володів жоден з жителів, тільки англійською — 295.
Працездатне населення становило 46,6% усього населення, рівень безробіття — 29,6% (33,3% серед чоловіків та 23,1% серед жінок). 96,3% осіб були найманими працівниками, а 0% — самозайнятими.

## Клімат
Середня річна температура становить 3,8°C, середня максимальна – 19,4°C, а середня мінімальна – -12,4°C. Середня річна кількість опадів – 1 019 мм.
| Клімат поселення                              | Клімат поселення | Клімат поселення | Клімат поселення | Клімат поселення | Клімат поселення | Клімат поселення | Клімат поселення | Клімат поселення | Клімат поселення | Клімат поселення | Клімат поселення | Клімат поселення | Клімат поселення |
| Показник                                      | Січ.             | Лют.             | Бер.             | Квіт.            | Трав.            | Черв.            | Лип.             | Серп.            | Вер.             | Жовт.            | Лист.            | Груд.            |                  |
| Середній максимум, °C                         | −2,33            | −2,88            | 0,58             | 5,95             | 10,53            | 15,14            | 19,39            | 19,03            | 14,85            | 9,68             | 4,94             | −0,67            |                  |
| Середня температура, °C                       | −7,08            | −7,65            | −4,16            | 1,21             | 5,78             | 10,41            | 16,02            | 15,65            | 11,47            | 6,27             | 1,57             | −4,03            |                  |
| Середній мінімум, °C                          | −11,8            | −12,38           | −8,9             | −3,52            | 1,03             | 5,66             | 12,63            | 12,27            | 8,10             | 2,89             | −1,82            | −7,43            |                  |
| Норма опадів, мм                              | 88               | 82               | 71               | 71               | 76               | 92               | 81               | 110              | 90               | 92               | 81               | 85               |                  |
| Середньомісячна швидкість вітру, м/с          | 6.80             | 6.31             | 6.19             | 5.61             | 5.11             | 4.90             | 4.50             | 4.70             | 5.23             | 5.73             | 6.40             | 6.80             |                  |
| Середньомісячна сонячна радіація, кДж/м²·день | 3778             | 6750             | 10808            | 14374            | 17410            | 19040            | 18662            | 15652            | 11515            | 6780             | 3842             | 2786             |                  |
| --------------------------------------------- | ---------------- | ---------------- | ---------------- | ---------------- | ---------------- | ---------------- | ---------------- | ---------------- | ---------------- | ---------------- | ---------------- | ---------------- | ---------------- |
| Джерело:                                      |                  |                  |                  |                  |                  |                  |                  |                  |                  |                  |                  |                  |                  |